# Gran Premio de Suecia de Motociclismo de 1973
El Gran Premio de Suecia de Motociclismo de 1973 fue la décima prueba de la temporada 1973 del Campeonato Mundial de Motociclismo. El Gran Premio se disputó el 21 y 22 de julio de 1973 en el Circuito de Anderstorp.

## Resultados 500cc
En la categoría reina, el británico Phil Read se convirtió en el nuevo campeón de los 500cc, lo que supone su sexto título mundial de su palmarés. Giacomo Agostini terminó segundo y Kim Newcombe terminó tercero.
| Pos.    | Piloto               | Moto      | Tiempo      | Pts. |
| ------- | -------------------- | --------- | ----------- | ---- |
| 1       | Phil Read            | MV Agusta | 47' 00" 019 | 15   |
| 2       | Giacomo Agostini     | MV Agusta | +0" 501     | 12   |
| 3       | Kim Newcombe         | König     | +58" 066    | 10   |
| 4       | Børge Nielsen        | Yamaha    | +1' 11" 424 | 8    |
| 5       | Werner Giger         | Yamaha    |             | 6    |
| 6       | Christian Bourgeois  | Yamaha    |             | 5    |
| 7       | Billie Nelson        | Yamaha    |             | 4    |
| 8       | Sven-Olof Gunnarsson | Kawasaki  |             | 3    |
| 9       | Seppo Kangasniemi    | Yamaha    | +1 Vuelta   | 2    |
| 10      | Bosse Brolin         | Suzuki    | +1 Vuelta   | 1    |
| 11      | Sture Wass           | Kawasaki  | +2 Vueltas  |      |
| 12      | Ingemar Bengtsson    | Norton    | +2 Vueltas  |      |
| 13      | Agne Carlsson        | Husqvarna | +2 Vueltas  |      |
| 14      | Lars Pahlsson        | Suzuki    | +2 Vueltas  |      |
| 15      | Tapani Peltonen      | Yamaha    | +2 Vueltas  |      |
| Ret     | Lars Pahlsson        | Suzuki    | Ret         |      |
| Ret     | Steve Ellis          | Yamaha    | Ret         |      |
| Ret     | Chas Mortimer        | Yamaha    | Ret         |      |
| Ret     | Franz Kroon          | Yamaha    | Ret         |      |
| Ret     | János Drapál         | Yamaha    | Ret         |      |
| Ret     | Eric Offenstadt      | Kawasaki  | Ret         |      |
| Ret     | Bosse Granath        | Husqvarna | Ret         |      |
| Ret     | Roberto Gallina      | Paton     | Ret         |      |
| Ret     | Alex George          | Yamaha    | Ret         |      |
| Ret     | Guido Mandracci      | Suzuki    | Ret         |      |
| Ret     | Bruno Kneubühler     | Yamaha    | Ret         |      |
| Ret     | Mick Grant           | Monark    | Ret         |      |
| Ret     | Jack Findlay         | Suzuki    | Ret         |      |
| Ret     | Kjell Solberg        | Yamaha    | Ret         |      |
| Ret     | Kurt-Ivan Carlsson   | Yamaha    | Ret         |      |
| Ret     | Börje Andersson      | Honda     | Ret         |      |
| Ret     | Leif Johansson       | Yamaha    | Ret         |      |
| Ret     | Karl Auer            | Saknas    | Ret         |      |
| Fuente: |                      |           |             |      |

## Resultados 350cc
En la carrera de 350 cc, el finlandés Teuvo Länsivuori sumó el domingo el segundo triunfo consecutivo después del conseguido en el GP de Checoslovaquia, mientras que Giacomo Agostini quedó segundo y Phil Read tercero.
| Pos. | Piloto               | Moto            | Tiempo    | Pts. |  |
| ---- | -------------------- | --------------- | --------- | ---- |  |
| 1    | Teuvo Länsivuori     | Yamaha          | 46.33.89  | 15   |  |
| 2    | Giacomo Agostini     | MV Agusta       | 46.43.86  | 12   |  |
| 3    | Phil Read            | MV Agusta       | 47.01.79  | 10   |  |
| 4    | John Dodds           | Yamaha          | 47.12.17  | 8    |  |
| 5    | Eduardo Celso-Santos | Yamaha          | 47.22.64  | 6    |  |
| 6    | Mick Grant           | Yamaha          | 47.39.07  | 5    |  |
| 7    | Billie Nelson        | Yamaha          | 47.44.99  | 4    |  |
| 8    | Patrick Pons         | Yamaha          | 47.45.2   | 3    |  |
| 9    | Ingemar Larsson      | Yamaha          | 48.00.66  | 2    |  |
| 10   | Olivier Chevallier   | Yamaha          | 48.01.45  | 1    |  |
| 11   | Karl Auer            | Yamaha          |           |      |  |
| 12   | Roland Nilsson       | Yamaha          | 1 Vuelta  |      |  |
| 13   | Kent Andersson       | Yamaha          | 1 Vuelta  |      |  |
| 14   | Bosse Granath        | Yamaha          | 1 Vuelta  |      |  |
| 15   | Michel Rougerie      | Harley-Davidson | 1 Vuelta  |      |  |
| 16   | Rémy Hirschy         | Yamaha          | 1 Vuelta  |      |  |
| 17   | János Reisz          | Yamaha          | 2 Vueltas |      |  |
| Ret  | Dieter Braun         | Yamaha          | Ret       |      |  |
| Ret  | Kjell Solberg        | Yamaha          | Ret       |      |  |
| Ret  | Per-Johan Carlsson   | Yamaha          | Ret       |      |  |
| Ret  | Thierry Tcherine     | Yamaha          | Ret       |      |  |
| Ret  | Armando Toracca      | Aermacchi       | Ret       |      |  |
| Ret  | Kari Lahtinen        | Yamaha          | Ret       |      |  |
| Ret  | Sven-Olov Gunnarsson | Yamaha          | Ret       |      |  |
| Ret  | Claus Tarum          | Yamaha          | Ret       |      |  |
| Ret  | Víctor Palomo        | Yamaha          | Ret       |      |  |
| Ret  | Werner Pfirter       | Yamaha          | Ret       |      |  |
| Ret  | Silvio Grassetti     | MZ              | Ret       |      |  |
| Ret  | János Drapál         | Yamaha          | Ret       |      |  |

## Resultados 250cc
En el cuarto de litro, el alemán ˞Dieter Braun se proclama campeón mundial al conseguir la cuarta victoria de la temporada. Por detrás de él, llegaron el italiano Roberto Gallina y el brasileño Eduardo Celso-Santos.
| Pos. | Piloto               | Moto            | Tiempo    | Pts. |
| ---- | -------------------- | --------------- | --------- | ---- |
| 1    | Dieter Braun         | Yamaha          | 48.13.49  | 15   |
| 2    | Roberto Gallina      | Yamaha          | 48.38.39  | 12   |
| 3    | Eduardo Celso-Santos | Yamaha          | 48.56.94  | 10   |
| 4    | Bruno Kneubühler     | Yamaha          | 49.00.59  | 8    |
| 5    | Leif Gustafsson      | Yamaha          | 49.02.65  | 6    |
| 6    | Hans Hallberg        | Yamaha          | 49.12.20  | 5    |
| 7    | Patrick Pons         | Yamaha          | 49.16.14  | 4    |
| 8    | Börje Jansson        | Yamaha          | 49.31.24  | 3    |
| 9    | Roland Nilsson       | Yamaha          | 49.31.77  | 2    |
| 10   | Chas Mortimer        | Yamaha          | 49.47.11  | 1    |
| 11   | Werner Pfirter       | Yamaha          |           |      |
| 12   | Víctor Palomo        | Yamaha          |           |      |
| 13   | Agne Carlsson        | Yamaha          | 1 Vuelta  |      |
| 14   | Per-Arne Sandh       | Yamaha          | 1 Vuelta  |      |
| 15   | Rolf Minhoff         | Yamaha          | 1 Vuelta  |      |
| 16   | Ingemar Larsson      | Yamaha          | 2 Vueltas |      |
| Ret  | Michel Rougerie      | Harley-Davidson | Ret       |      |
| Ret  | Olivier Chevallier   | Yamaha          | Ret       |      |
| Ret  | Teuvo Länsivuori     | Yamaha          | Ret       |      |
| Ret  | John Dodds           | Yamaha          | Ret       |      |
| Ret  | Christian Bourgeois  | Yamaha          | Ret       |      |
| Ret  | Matti Salonen        | Yamaha          | Ret       |      |
| Ret  | Oronzo Memola        | Harley-Davidson | Ret       |      |
| Ret  | Mick Grant           | Saknas          | Ret       |      |
| Ret  | Werner Giger         | Yamaha          | Ret       |      |
| Ret  | Rémy Hirschy         | Yamaha          | Ret       |      |
| Ret  | Eric Offenstadt      | MZ              | Ret       |      |
| Ret  | Silvio Grassetti     | MZ              | Ret       |      |
| Ret  | Roland Olsson        | Yamaha          | Ret       |      |
| Ret  | Staffan Liebst       | Yamaha          | Ret       |      |
| DNQ  | Pentti Salonen       | Yamaha          | DNQ       |      |
| DNQ  | Kari Lathinen        | Yamaha          | DNQ       |      |
| DNQ  | Börje Andersson      | Yamaha          | DNQ       |      |
| DNQ  | Ryszard Mankiewicz   | Yamaha          | DNQ       |      |
| DNQ  | Lennart Lindell      | Yamaha          | DNQ       |      |
| DNQ  | Franz Kroon          | Yamaha          | DNQ       |      |

## Resultados 125cc
En la categoría del octavo de litro, el sueco Kent Andersson se proclama campeón de 125cc. En esta ocasión le limitó ser segundo por detrás de su compatriota Börje Jansson mientras que el gran rival, Ángel Nieto se tuvo que retirar por una caída. El británico Chas Mortimer quedó tercero.
| Pos. | Piloto             | Moto        | Tiempo    | Pts. |
| ---- | ------------------ | ----------- | --------- | ---- |
| 1    | Börje Jansson      | Maico       | 46.18.24  | 15   |
| 2    | Kent Andersson     | Yamaha      | 46.20.18  | 12   |
| 3    | Chas Mortimer      | Yamaha      | 46.20.31  | 10   |
| 4    | Otello Buscherini  | Malanca     | 46.45.37  | 8    |
| 5    | Staffan Liebst     | Yamaha      | 47.08.61  | 6    |
| 6    | Rolf Minhoff       | Maico       | 47.16.00  | 5    |
| 7    | Horst Seel         | Maico       | 47.18.14  | 4    |
| 8    | Eugenio Lazzarini  | Piovaticci  | 47.59.62  | 3    |
| 9    | Jos Schurgers      | Bridgestone | 48.01.70  | 2    |
| 10   | Lennart Lundgren   | Maico       | 48.04.94  | 1    |
| 11   | Pentti Salonen     | Yamaha      | 1 Vuelta  |      |
| 12   | Henk van Kessel    | Yamaha      | 1 Vuelta  |      |
| 13   | Thierry Tchernine  | Yamaha      | 1 Vuelta  |      |
| 14   | Gert Bender        | Maico       | 1 Vuelta  |      |
| 15   | Hans-Jürgen Hummel | Yamaha      | 1 Vuelta  |      |
| 16   | Kurt Andersson     | Yamaha      | 1 Vuelta  |      |
| 17   | János Reisz        | MZ          | 2 Vueltas |      |
| 18   | Claus Tarum        | Yamaha      | 2 Vueltas |      |
| 19   | Ingemar Bengtsson  | Yamaha      | 2 Vueltas |      |
| 20   | Goran Alden        | Maico       | 3 Vueltas |      |
| Ret  | Ángel Nieto        | Morbidelli  | Ret       |      |
| Ret  | Roland Olsson      | Yamaha      | Ret       |      |
| Ret  | Seppo Kangasniemi  | MZ          | Ret       |      |
| Ret  | Hans Hallberg      | Yamaha      | Ret       |      |
| Ret  | Ryszard Mankiewicz | MZ          | Ret       |      |
| Ret  | Lennart Lindell    | Maico       | Ret       |      |
| Ret  | Oronzo Memola      | Saknas      | Ret       |      |
| Ret  | Leif Rosell        | Maico       | Ret       |      |
| Ret  | Herbert Rittberger | Yamaha      | Ret       |      |
| Ret  | Matti Salonen      | Yamaha      | Ret       |      |
| DNQ  | Timo Vainio        | Yamaha      | DNQ       |      |
| DNQ  | Steen Ahrentzen    | Yamaha      | DNQ       |      |
| DNQ  | Matti Kinnunen     | Yamaha      | DNQ       |      |
| DNQ  | Ray Lindfors       | Aermacchi   | DNQ       |      |
| DNQ  | Jukka Monto        | Yamaha      | DNQ       |      |
| DNQ  | Jan-Inge Persson   | Maico       | DNQ       |      |

## Resultados 50cc
Jan de Vries aseguró su título mundial en este Gran Premio. Después de una mala salida, el holandés ya estaba a la cabeza y Timmer fue pasado por Gerhard Thurow. Detrás de De Vries, Kneubühler acabó segundo segundo y Timmer tercero.
| Pos. | Piloto             | Moto     | Tiempo    | Pts. |
| ---- | ------------------ | -------- | --------- | ---- |
| 1    | Jan de Vries       | Kreidler | 31.03.14  | 15   |
| 2    | Bruno Kneubühler   | Kreidler | 31.14.41  | 12   |
| 3    | Theo Timmer        | Jamathi  | 31.17.29  | 10   |
| 4    | Gerhard Thurow     | Kreidler | 31.23.16  | 8    |
| 5    | Rudolf Kunz        | Kreidler | 31.46.07  | 6    |
| 6    | Henk van Kessel    | Kreidler | 31.49.43  | 5    |
| 7    | Ulrich Graf        | Kreidler | 31.49.67  | 4    |
| 8    | Jan Huberts        | Kreidler | 32.29.54  | 3    |
| 9    | Leif Rosell        | Jamathi  | 32.59.23  | 2    |
| 10   | Herbert Rittberger | Kreidler | 33.06.36  | 1    |
| 11   | Wolfgang Gedlich   | Kreidler |           |      |
| 12   | Ingemar Bengtsson  | Monark   | 1 Vuelta  |      |
| 13   | Bengt Lindequist   | Kreidler | 1 Vuelta  |      |
| 14   | Leif Gustafsson    | Monark   | 1 Vuelta  |      |
| 15   | Tore Digernes      | Kreidler | 1 Vuelta  |      |
| 16   | Robert Laver       | Kreidler | 2 Vueltas |      |
| 17   | Ove Skifjeld       | Kreidler | 2 Vueltas |      |
| Ret  | Jan Bruins         | Monark   | Ret       |      |
| Ret  | Juan Bordons       | Derbi    | Ret       |      |
| Ret  | Jan-Inge Persson   | Kreidler | Ret       |      |
| Ret  | Stefan Dörflinger  | Kreidler | Ret       |      |
| Ret  | Lars Persson       | Monark   | Ret       |      |
| Ret  | Hans-Jürgen Hummel | Kreidler | Ret       |      |
| DNQ  | Ernst Gustav Ström | Kreidler | DNQ       |      |
| DNQ  | Nils Ström         | Kreidler | DNQ       |      |